# Jasseron
Jasseron település Franciaországban, Ain megyében. Lakosainak száma 1900 fő (2022. január 1.). Jasseron Bourg-en-Bresse, Ceyzériat, Drom, Meillonnas, Ramasse, Saint-Étienne-du-Bois, Saint-Just és Viriat községekkel határos.

## Népesség
A település népességének változása:
| Lakosok száma | 654  | 954  | 1079 | 1363 | 1682 | 1735 | 1755 | 1783 | 1822 | 1900 |
|               | 1968 | 1982 | 1990 | 2006 | 2013 | 2015 | 2017 | 2019 | 2020 | 2022 |